# Mente

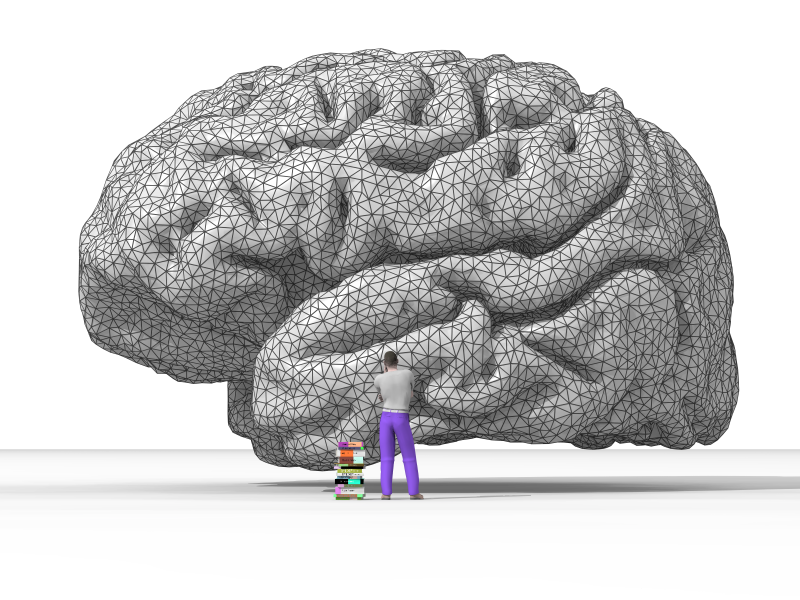
Las ciencias cognitivas: teorías explicativas en torno a las funciones de la mente, encefálicamente incorporadas, en sujetos socio-comunicativamente vinculados.

La mente es el conjunto de capacidades cognitivas (i.e., mentales) que engloban procesos como la percepción, el pensamiento, la conciencia, la memoria, imaginación, etc., algunas de las cuales son características del humano y otras son compartidas con otras formas de vida. La mente, este conjunto de procesos, debe ser diferenciado del estado mental, tal como el deseo, la sensación de dolor o las creencias, que son instancias, tipos o ejemplos de dichos procesos.
A lo largo de la historia este concepto de mente ha sido concebido ontológicamente en diferentes categorías (como una sustancia distinta del cuerpo, una parte, un proceso o una propiedad). Sin embargo, las concepciones dominantes actuales, ambas materialistas, se engloban en la teoría de la identidad mente-cerebro y el funcionalismo.
La mente es concebida o tratada como tres tipos de procesos: los conscientes, los inconscientes y los procedimentales. Algunos científicos sugieren la idea de que la mente es un resultado de la actividad del cerebro, por poder localizar ciertos procesos del individuo en regiones concretas, tales como el hipocampo, cuyos daños implican un daño en el proceso de la memoria. Sin embargo, la cuestión no ha sido zanjada, en parte debido al hecho de que la mente como categoría engloba distintos procesos y estados, y corroborar la naturaleza de uno de ellos no implica a la de todos.
Como objeto de estudio, la mente ha sido tratada por la psicología desde sus inicios, y su conceptualización está presente en casi todas las teorías psicológicas.

## Generalidades
En psicología es común distinguir entre mente y cerebro, aunque la mente emerge con el cerebro. Sin embargo está más vinculada a la disciplina llamada filosofía de la mente. Algunos científicos y filósofos han sostenido que el cerebro es condición necesaria, pero no suficiente, para que la mente realice sus funciones. Por ejemplo, Eccles, neurólogo y premio Nobel de Medicina, o Popper, filósofo de la ciencia. Aunque con posturas diferentes, ninguno de los dos identifica el pensamiento con la actividad cerebral.
Una posición materialista de la mente es que la mente es materia que se analiza a sí misma (retroalimentación de sistemas materiales). Es decir, en su evolución, la materia ha pasado de estados caóticos a estados organizados inorgánicos, luego a estados orgánicos, y finalmente logra analizar estados actuales para lograr estados sucesivos. La materia se organizaría en sistemas autorregulados. Un ejemplo podría ser el materialismo dialéctico o también el materialismo reductivo propio de las ciencias duras como la física y la química.
Hay que destacar que no es lo mismo referirse a la mente como el comportamiento de la materia, que referirse a la mente como algo paralelo y distinto a la materia, pero con existencia propia y estatuto ontológico. El ejemplo más conocido es la dualidad establecida por René Descartes de una mente distinta al cuerpo pero unida a él: pienso, luego existo. Estas diferencias no son menores puesto que abren discusiones tales como ¿todos los animales tienen mente o solamente los animales humanos la tienen?
Desde las neurociencias la mente puede considerarse una experiencia subjetiva creada por la actividad cerebral con el fin de producir un punto de referencia para el movimiento (Rodolfo Llinás en El cerebro y el mito del yo). Siendo así, la mente puede considerarse una función más del cerebro encargada de organizar la conducta hacia objetivos determinados y que produce una experiencia subjetiva conocida como «yo» alrededor de la cual se organiza el movimiento (conducta). La función mental sería una propiedad emergente del cerebro como la función digestiva lo es del aparato digestivo.
Para Howard Gardner la mente consiste en un conjunto de mecanismos de computación específicos e independientes. La inteligencia emerge de la supraestructura conformada por las estructuras mentales. Las estructuras mentales serían acciones cumplidas o en potencia exteriorizadas en movimiento o interiorizadas en pensamiento. Para Piaget la estructura elemental del conocimiento es el esquema. Diferenciaba las operaciones concretas de las formales., lo que permitiría diferenciar tres componentes de la mente:
- La mente concreta realiza los procesos básicos del pensamiento: observación, comparación, relación, clasificación, que son la base del análisis-síntesis.
- La mente práctica realiza procesos directivos y ejecutivos de pensamiento, relaciona las causas con los efectos y los medios con los fines. Es la base de la inteligencia y los metacomponentes de la misma tal y como los denomina Robert J. Sternberg en su teoría triárquica de la inteligencia.
- La mente abstracta realiza procesos de reflexión consciente, accede a sus propias representaciones y las modifica. La razón es la facultad superior de conocimiento ya que hace abstracción de todo su contenido. Así lo planteaba Kant en su Crítica de la razón pura.

## Ontogénesis de la mente
En términos generales, se puede decir que la mente nace en el momento que hay una parte asignada en el cerebro que tiene el potencial de evaluar el desgaste general de las distintas regiones (lóbulo occipital), otorgar una prioridad con base en el menor coste emocional (lóbulo temporal) o ser capaz de razonar el proceso o por lo menos tener el potencial de hacerlo (lóbulo frontal).[cita requerida]
La mente induce comportamientos emocionales sujetos a la línea de menor sufrimiento o a la de libido (amígdala cerebral).[cita requerida] Por lo tanto, la naturaleza del cerebro y la prioridad de la mente, será encontrar una solución que aporte el mayor beneficio con el menor sufrimiento. El inconsciente marca el patrón conductual de todo ser que posea una mente y define la psiquis basándose en el desgaste emocional, que guarda relación con el desgaste energético. La parte consciente depende de la energía disponible, cuando nos evaluamos, hacemos una consulta inconsciente al subconsciente, rescatamos parte de esa información y damos una estimación sobre si podremos o no abordar una tarea. La pulsión o impulso aparece cuando existe un objetivo que estimamos bueno. El inconsciente y el consciente son diferentes niveles de influencias en los recursos emocionales-energéticos: El entorno y el cuerpo someten a la mente a constantes influencias; dependiendo del peso que tenga la influencia en el proceso de integración de la información en la mente, esta lo tratará como información de proceso y almacenamiento automático (inconsciente), como información de importancia relativa, dependiente de otros factores (preconsciente) o como información absolutamente relevante en función de la tarea que estemos realizando en ese momento (consciente).[cita requerida]
La existencia de neuronas espejo, da la capacidad de realimentar la información que procesan otras regiones metabólicas cerebrales, otorgando el poder de proyectar en el tiempo estos datos. Esto dota al humano de la capacidad de imaginar y especular con posibles futuros o cómo mejorar pasados desagradables. Solamente el humano tendría la capacidad de realimentar sus pensamientos según datos especulativos sobre cómo se podría sentir su semejante, tomando como base cómo él mismo se siente y si ese sentimiento es generalizado o personal. Sin embargo, la capacidad de predecir la conducta de otros organismos, y actuar en consecuencia, es fundamental para la supervivencia de todo organismo que tenga capacidad de movimiento voluntario, tanto para el ataque como para la fuga.[cita requerida]
El «yo» humano va más allá de los aspectos puramente de bienestar físico. Este es el fundamento de la teoría de la mente, postulado por Roger Penrose, y que junto a Stuart Hameroff trabajan conjuntamente en cómo emerge la conciencia a través de procesos cuánticos que interaccionan con el elemento más fino de la microbiología cuántica: el microtúbulo.[cita requerida]

## Relación mente y cuerpo
La relación entre mente y cuerpo es problemática, ya que al ser la mente un objeto psicológico no es evidente cómo se relaciona con la parte física de la persona, sea con su cerebro o con el resto de la anatomía humana. Esta relación es el problema central de la filosofía de la mente.
La posición que defiende que mente y cuerpo son entidades separadas, pertenecientes a un orden diferente de la realidad, recibe el nombre de dualismo. El dualismo nace con las reflexiones de los filósofos hindúes, que separaban el mundo en un plan psíquico o espiritual (púrusha) y otro físico y empírico (praktri). En el ámbito occidental nace con la distinción de Platón del mundo de las ideas, inteligible y eterno y el mundo sensible o del cuerpo.
La mayoría de los dualistas contemporáneos defienden una interacción entre los dos ámbitos, por ejemplo el efecto placebo prueba como la mente puede condicionar el cuerpo y hacerlo experimentar sensaciones. Igualmente, el dolor es un estado mental provocado por un sufrimiento del cuerpo, transmitido al cerebro mediante los nervios. El mismo concepto de salud mental refuerza este vínculo: la mente debe estar sana como el cuerpo, ya que hay enfermedades y trastornos mentales que se traducen en falta de salud física, con síntomas empíricos.
En una postura contraria a los monistas niegan que existan dos ámbitos de lo real que en el ser humano equivalgan a cuerpo y alma. Los materialistas creen que todo se reduce a conexiones neuronales del cerebro, un órgano al igual que los demás, y que no existe más realidad que la física. [15] Con los avances de la neurología se podrán explicar conceptos abstractos que han tendido a atribuir a una esfera no material.
Otros teóricos sostienen justo lo contrario: que la única realidad es la mental, psíquica, en una escuela que nace con Descartes. Este argumentaba que a menudo se confunden el sueño y la vigilia y que todo lo que una persona percibe está sujeto a error, podría ser una alucinación o una creación de su mente. Esta concepción ha sido desarrollada ampliamente por la ciencia ficción y es un tema recurrente de la literatura desde el barroco.
Además, aunque se probara que existe una realidad exterior a la mente, ésta solamente se presenta al individuo a través de su mente, nunca es posible acceder al mundo tal cual es. Por ejemplo, puede existir una mesa, pero una persona solamente ve la tabla a través de sus ojos, y si contiene aspectos que no entran dentro de su espectro visual, para él no existen.
La postura intermedia afirma que son realidades interdependientes de similar constitución. Entre sus defensores se encuentran el médico John Carew Eccles o Karl Popper. El emergentismo es una escuela dentro de este grupo intermedio que afirma que el origen de la mente es físico y que sigue los postulados de la teoría general de la evolución, ya que apareció para facilitar la vida de los hombres y su adaptación al medio, pero que no se puede decir que la mente sea algo físico en sí misma, sino que pertenece a una realidad que trasciende la pura materia, al igual que la evolución cultural ha superado la biológica en los humanos sin anularla.

## Facultades mentales
La mente, como construcción, está formada por un conjunto de facultades diferenciadas. La nómina puede variar según los estudiosos pero las más comunes son la percepción, la memoria, la imaginación, la introspección, la creencia, el razonamiento y la emoción. Las facultades mentales incluyen por tanto todos los tipos de pensamiento, la posibilidad de recibir y clasificar datos de los sentidos, la voluntad y actitud ante el entorno y para el psicoanálisis también la parte inconsciente de la persona. Para Jean Piaget, según el grado de complejidad de las operaciones requeridas, estas facultades dividen la mente en tres partes: la mente concreta, que realiza operaciones como observar o relacionar; la mente práctica, que analiza y la mente abstracta que se ocupa de la reflexión.
La mayoría de autores, al dibujar posibles modelos mentales o imágenes que expliquen cómo funciona, sostienen una visión modular de la mente, es decir, la mente es la agrupación de subconjuntos de facultades más o menos independientes que pueden relacionarse entre ellas pero que se explican de diferente manera y que corresponden a actividades variadas. Cada módulo es específico, aunque puede corresponder a más de un área del cerebro, y se activa por defecto cuando obtiene un estímulo adecuado a su experiencia. Uno de los autores más destacados en la teoría modular de la mente es Jerry Fodor.
Cuando las facultades mentales funcionan de manera ordinaria, se habla de salud mental. Lo contrario es la enfermedad mental, objeto de tratamiento de la psiquiatría, aunque usualmente se considera que la enfermedad no es un estado per se, sino un grado extremo o atípico de un comportamiento determinado. La mente sana tiende a la homeostasis o equilibrio, buscando mecanismos de defensa para minimizar el desgaste, el sufrimiento o la duda mientras busca estímulos.

## Trastornos de la mente
Se caracterizan por un desarrollo patológico de las facultades ontogénicas de la mente, dependiente de la especie en cuestión. Por norma general ocasiona dificultades al individuo o a sus semejantes, al grado de poner en riesgo las facultades homeostáticas, bien propias o ajenas pudiendo afectar a individuos o sus bienes. La desvirtuación solamente puede definirse respecto a un patrón medio comparativo con los demás individuos y su historia, por lo que a lo largo de esta la lista de trastornos reconocidos como tales ha variado.
Este funcionamiento «anormal» puede deberse a causas ambientales que causan lesiones o a factores genéticos. En un momento dado, puede colapsarse la parte racional, siendo incapaz de encontrar caminos que enfrenten la realidad, originando un trastorno puntual o bien demostrando que lo puntual es la pauta general. Comúnmente es provocado por un agotamiento emocional, que por norma general nace de una situación no deseada o aquella que la mente evalúa como insostenible desde su punto de vista. Las patologías mentales nacen en el momento que el individuo ha incorporado como parte de la solución, un proceso que induce un riesgo para su propia salud o la de cualquier otro individuo de forma sostenida en el tiempo. Estos patrones de comportamientos se pueden catalogar como lesiones.
Hay diferentes categorías en trastornos o enfermedades mentales, y existen muchas facetas del comportamiento humano y de la personalidad del individuo que pueden llegar a desequilibrarse. Algunos de los trastornos o enfermedades mentales más conocidas son:
- Esquizofrenia: la esquizofrenia es una enfermedad mental caracterizada por una pérdida del juicio de la realidad y una amplia desorganización de la personalidad con imposibilidad de motivar una conducta y establecer propositividad vital adecuada. Es causada, probablemente, por un defecto bioquímico o microestructural cerebral que a estas alturas todavía no está aclarado del todo.
- Trastorno bipolar: el trastorno bipolar, antes conocido como psicosis maníaco-depresiva, es una enfermedad psíquica que se caracteriza por pasar de un estado hipertímico (euforia) a uno de distímico (depresión). Estos episodios no tienen relación con los acontecimientos de la vida del paciente, dicho de otro modo no son reactivos.
- Ansiedad: la ansiedad es una reacción instintiva normal de autoprotección que se desencadena ante una situación de peligro; estimula nuestro organismo impulsando nuestra capacidad de esfuerzo para luchar o huir. Cuando la ansiedad nos bloquea, estamos ante una ansiedad patológica.[16]
- Depresión: la depresión es una enfermedad mental caracterizada por una alteración del estado de ánimo del paciente con la tristeza como síntoma principal.

Hay también condiciones catalogadas como discapacidades mentales tales como el síndrome de Down y el autismo, las cuales no deben catalogarse como enfermedades ya que duran para toda la vida de la persona y no tienen cura alguna. A nivel legal se tipifican como discapacidades intelectuales o psicosociales según sea el caso.

## Índices de tolerancia
Hemos de tener en cuenta que el mayor desgaste que tiene el cerebro es el aprendizaje, y todo lo que ello conlleva: aprendemos porque nos estresamos, nos emocionamos, nos enamoramos… en definitiva, todo lo que nuestros sentidos nos aportan los relacionamos con las sensaciones, modulando y moldeando la mente, que los asocia a valores que reutilizaremos o procuraremos evitar. Lo que aprendemos incorpora cambios a nuestro comportamiento. Dado que esto conlleva la creación de nuevos enlaces sinápticos, se puede decir que el cerebro tiene una tolerancia máxima al moldeado, y una organización de la información directamente proporcional al número de enlaces sinápticos establecidos durante la etapa de aprendizaje, que modula la percepción. El aprendizaje facilita la neurotransmisión y minimiza el consumo, optimizando el funcionamiento general. No aprendemos para solucionar el estrés, o evitar sufrir, ni tan siquiera para aprender a controlar las emociones; sino que estas son las causas por las cuales incorporamos nuevos patrones de comportamiento y por lo tanto es consecuencia directa de nuestro aprendizaje. Podemos buscar soluciones a un estado indeseado, tratar de recrear realidades placenteras o buscar la verdad… pero todo acto que creemos voluntario, está condicionado por una motivación emocional, que es la que rearma la pulsión que nos motiva a actuar. Al ser una respuesta evolutiva, esta acción nos proporcionará más posibilidades de sobrevivir al proceso de selección natural, por lo que nos permite la supervivencia y la preservación de la especie durante millones de años. Si bien el cerebro nunca termina de establecer nuevas sinapsis, el aprendizaje de la mente sí que está limitado por la especialización sináptica. Por lo que se establecen dos tipos de aprendizajes diferentes, según las modificaciones que el cerebro tenga que realizar para incorporarlos en su nuevo esquema, y de las posibilidades de establecer nuevos caminos no especializados, que acabaran especializándose con su uso repetitivo:
- Aprendizaje sostenible: Se define con base en aquello que la mente ha conceptualizado como bueno y lo fomenta (sinapsis especializadas).
- Aprendizaje insostenible:. Se define con base en aquello que destruye u opone resistencia a la consecución de lo bueno. Puede llegar a ser destructivo si en el proceso de asimilación de la información incluye la destrucción de enlaces sinápticos altamente especializados.

## Analogías
Existe la tendencia a comparar al cerebro con los constructos electrónicos del hombre. No se debe hacer, pues se suele caer en demagogia y alguna que otra falacia argumental. No existe base científica que logre demostrar sin margen de error que los datos de las comparaciones sean fiables al 100 %, por lo que esos estudios son estimaciones por comparación entre conceptos equivalentes. Si bien las equivalencias pueden llegar a satisfacer los requerimientos de ciertos científicos, ellos mismos reconocen sus límites a la hora de entender el funcionamiento exacto del cerebro.

### Salvando las diferencias
Los ingenios del hombre suelen reflejar el funcionamiento interno de la mente, es decir, el funcionamiento interno se demuestra por la evidencia externa (transforma energía bioquímica en trabajo). No es raro, por tanto, que se establezcan analogías que nos permitan realimentar la capacidad creativa y a su vez nos desvelen aún más secretos del funcionamiento cerebral. No es raro que en ciencias se usen paralelismos. Por ejemplo, en paleontología, cada descubrimiento se suele contrastar con las evidencias actuales y las funciones que actualmente desempeña la especie más afín con los huesos descubiertos, trazando un paralelo razonable que permita explicar las funciones de la especie descubierta por el paleontólogo.

#### En el campo de la informática
Es evidente que un sistema de transferencia de cargas bioeléctricas (cerebro) no es lo mismo que un sistema de transferencia de procesos (clúster informático). En el primero se transforma la energía, en el segundo se transforman procesos que resultan ser verdaderos o falsos.
En un cerebro no hay (o no debería haber) problemas a la hora de transformar la energía, por lo que los problemas se relacionan con la capacidad de las regiones metabólicas de hacerlo con la eficiencia adecuada y asegurándose de que lo inicial es equivalente a lo final (simetría). En los cerebros de los homínidos hay un gran coste por parte de nuestros progenitores: dependemos de la educación. La educación establece las prioridades, la moral, los objetivos, en definitiva, nuestra relación con el medio, nuestro ego… en definitiva, la educación configura el funcionamiento de nuestra mente.
En un clúster no hay (o no debería haber) problemas con el suministro de energía, por lo que los problemas se relacionan con la capacidad del o los microprocesadores de atender las solicitudes para acceder al hardware que les permitirá ejecutar los procesos adecuados. Para ello se ha creado software que se encarga de evaluar la carga de procesos por microprocesador y asignarlos a los procesadores menos cargados. Para gestionarlo adecuadamente hay otro tipo de software que se encarga de balancear la carga de los procesadores implicados en tareas seleccionadas por los administradores del sistema.

### Describiendo las similitudes
El software es al hardware lo que la mente es al cerebro.
En un sistema homeostático no biológico se definen tres niveles de funcionamiento:
- Fuerza: Es el circuito diseñado para suministrar la intensidad eléctrica adecuada que permitirá activar el sistema motor que transformará la energía eléctrica en cualquier otra forma de energía (por ejemplo, hidráulica).
- Mando: Es el circuito diseñado para condicionar el trabajo a realizar, en función de los datos externos.
- Protección: Es el circuito diseñado para proteger al sistema completo, informando de alarmas, emergencias y situaciones de inminente peligro.

En un sistema homeostático biológico se definen tres niveles de funcionamiento:
- Fuerza: Son los elementos biológicos que intervienen en la comunicación entre el sistema nervioso central y los que intervienen en la transformación de la energía bioeléctrica a trabajo.
- Inteligencia: Son los elementos biológicos que intervienen en la administración del trabajo.
- Conciencia: Son los elementos psicológicos que intervienen para asegurar que toda la actividad se realice dentro de los baremos que se consideran buenos, u óptimos.

## Principales sistemas teóricos
Los principales sistemas teóricos que generaron aportes fundamentales para la comprensión de este constructo dentro de la Psicología fueron:
- Psicoanálisis: principalmente en su formulación de la existencia de un inconsciente dinámico.
- Psicología cognitiva: en la posibilidad de estudiar científicamente el concepto a partir del uso de modelos externos, como la inteligencia artificial y las computadoras, centrados en el procesamiento de la información.
- Psicología Post-Racionalista: en su inclusión de la epistemología constructivista para la descripción del funcionamiento mental.
- Psicología conductual: en su rechazo al término "mente" por oponerse al principio ontológico monista, su conceptualización del pensamiento como conducta privada sujeta a los mismos principios de aprendizaje que la conducta pública y las líneas de investigación derivadas de estos presupuestos.

La ciencia de la electricidad y el desarrollo de la tecnología han contribuido en gran medida al estudio de la mente, tanto que se considera que los límites entre la nanotecnología, la biotecnología, la informática y la ciencia cognitiva están desapareciendo.

## Historia evolutiva de la mente humana
La evolución de la inteligencia humana es un grupo de teorías que intentan explicar cómo la inteligencia humana evolucionó. Esta pregunta se asocia estrechamente con la evolución del cerebro humano y el origen de las lenguas.
La cronología de la evolución humana alcanza siete millones de años, y empezó con la separación del chimpancé hasta la apariencia del comportamiento moderno, hace 50 000 años.
Las teorías de la evolución de la inteligencia son:
- La hipótesis del cerebro social de Robin Dunbar[18]
- La hipótesis de la selección sexual de Geoffrey Miller; véase la Selección sexual en la evolución del ser humano[19]
- La competencia por dominar la ecología, que incluye la competición social y las carreras armamentísticas.[20]
- La idea de inteligencia como una señal de buena salud y resistencia a las enfermedades.
- La teoría de la selección en grupo propone que los caracteres biológicos del organismo que traigan beneficios a un grupo o población podrán evolucionar a pesar de la desventaja individual.
- La idea de que la inteligencia se conecta con la nutrición y, así, con el estatus[21] un cociente intelectual más alto podría señalar que un individuo vive y ha venido de un ambiente físico y social en el que los niveles de nutrición son altos.